# Ferdinand Arnodin

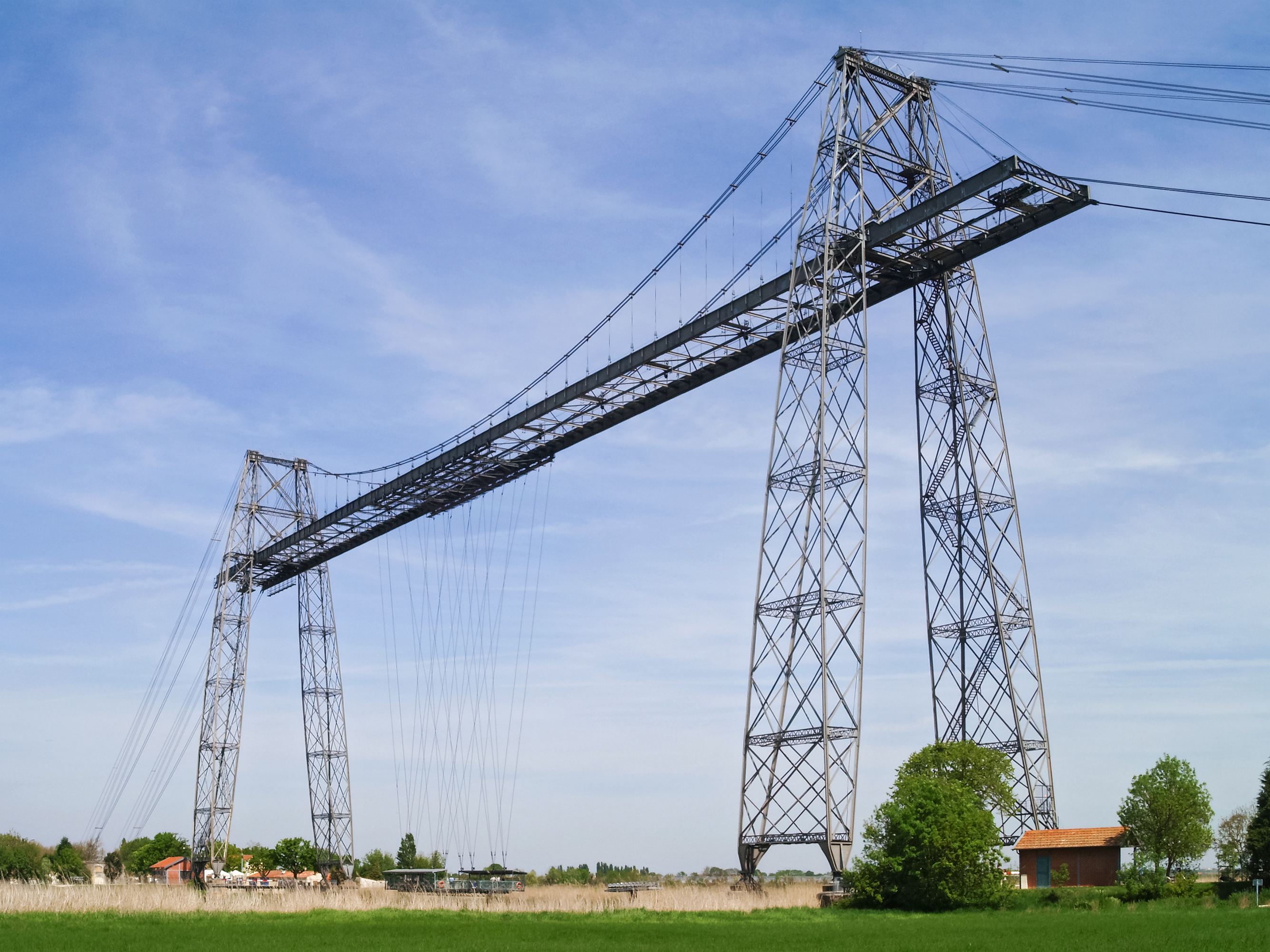
Zweefbrug van Rochefort-Martrou

Ferdinand Arnodin (Sainte-Foy-lès-Lyon, 9 oktober 1845 - Châteauneuf-sur-Loire, 24 april 1924) was een Frans ingenieur en ondernemer die het concept van de zweefbrug bedacht. In 1887 nam hij een brevet op zijn idee, en in 1893 was hij betrokken bij de bouw van de eerste brug van dit type te Portugalete bij Bilbao (Spanje). 
Hij zou als ontwerper en of bouwleider betrokken zijn bij de constructie van negen zweefbruggen in Europa bij het begin van de 20e eeuw. Hiervan zijn er nog drie in gebruik. Hij was onder andere verantwoordelijk voor de bouw van de zweefbrug van Marseille die in december 1905 in gebruik kwam. Deze brug is in de Tweede Wereldoorlog door het terugtrekkende Duitse leger vernietigd. Ondanks hun ondertussen te beperkte vervoerscapaciteit zijn een beperkt aantal van de door hem gebouwde zweefbruggen nog altijd in gebruik en meestal als monument beschermd.